# KelKel
KelKel is een jeugdopstandsbeweging in de Centraal-Aziatische republiek Kirgizië. KelKel is een Kirgizisch woord dat "herleving" of "samenkomen voor een gezamenlijk goed" betekent. De betekenis is overgenomen uit het boek Het Gebroken Zwaard van de bekende Kirgizische schrijver Tologon Kasymbekov.
KelKel is opgericht op 10 januari 2005 naar aanleiding van het corrupte regime van Askar Akajev. De beweging bestaat naar eigen zeggen uit zo'n 2000 leden en is groeiende. Jeugdbewegingen speelden in het verleden een belangrijke rol in opstanden tegen corrupte regimes.
De beweging is mede opgericht naar voorbeeld van jeugdbewegingen in andere post-communistische landen landen, waar dictaturen heersen of heersten, zoals Otpor (Joegoslavië), Kmara (Georgië), Pora (Oekraïne), Zoebr (Wit-Rusland) en Kahar (Kazachstan) en andersoortige bewegingen als bewegingen voor de rechten van vrouwen, voor de bescherming van de natuur en bewegingen voor religieuze minderheden.
Om verwarring te veroorzaken werd, waarschijnlijk door aanhangers van Akajev, een tegengroep opgericht met dezelfde naam.